# Бартоловци
Бартоловци су насељено место у саставу општине Сибињ у Бродско-посавској жупанији, Република Хрватска.

## Историја
До територијалне реорганизације у Хрватској налазили су се у саставу старе општине Славонски Брод.

## Становништво
На попису становништва 2011. године, Бартоловци су имали 737 становника.

## Попис1991.
На попису становништва 1991. године, насељено место Бартоловци је имало 765 становника, следећег националног састава:
| Попис 1991.‍  | Попис 1991.‍  | Попис 1991.‍ | Попис 1991.‍ | Попис 1991.‍ |
| ------------ | ------------ | ----------- | ----------- | ----------- |
|              |              |             |             |             |
| Хрвати       | Хрвати       |             | 708         | 92,54%      |
| Словенци     | Словенци     |             | 10          | 1,30%       |
| Срби         | Срби         |             | 10          | 1,30%       |
| Југословени  | Југословени  |             | 8           | 1,04%       |
| Украјинци    | Украјинци    |             | 8           | 1,04%       |
| Словаци      | Словаци      |             | 1           | 0,13%       |
| неопредељени | неопредељени |             | 11          | 1,43%       |
| непознато    | непознато    |             | 9           | 1,17%       |
| укупно: 765  |              |             |             |             |